# Ngarla
Ngarla är ett australiskt språk som talas av fyra personer. Ngarla talas i området runt Port Hedland Town i Väst-Australien och tillhör de pama-nyunganska språken.